# John C. Mather
John Cromwell Mather (* 7. srpna 1946 Roanoke, Virginie) je americký astrofyzik a kosmolog. V roce 2006 obdržel společně s Georgem F. Smootem Nobelovu cenu za fyziku za objev toho, že reliktní záření pocházející z vesmíru má podobu záření absolutně černého tělesa.

## Vzdělání
Střední školu dokončil v roce 1964 ve městě Newton ve státě New Jersey. Bakalářský titul získal v roce 1968 na Swarthmore College v Pensylvánii. Na magisterské a doktorské studium přešel na Kalifornskou univerzitu v Berkeley. Doktorský titul získal roku 1974.

## Výzkum reliktního záření
Mather se podílel na konstrukci sondy COBE a analýze výsledků z této přelomové sondy. Díky tomuto projektu bylo poprvé důkladně prostudováno reliktní záření. Bylo zjištěno, že spektrum reliktního záření velmi přesně odpovídá spektru záření absolutně černého tělesa. Dále byly objeveny fluktuace reliktního záření, které byly podrobněji prozkoumány dalšíi sondami jako WMAP a Planck. V neposlední řadě bylo díky datům ze sondy COBE i přesněji určit parametry vesmíru jako věk vesmíru, dobu vzniku prvních hvězd, hodnotu Hubbleovy konstanty a další.
Za tento výzkum byl John Mather spolu s George Smootem oceněn v roce 2006 Nobelovou cenou za fyziku. Roku 2007 ho magazín Time jmenoval mezi 100 nejvlivnějšími lidmi světa a roku 2012 byl dokonce ve speciálním vydání uveden mezi 25 nejvlivnějšími lidmi ve vesmíru.

## Pozdější výzkum
Ve druhé dekádě 21. století se Mather zaměřil na fyzikální výzkum spojený s novým americkým vesmírným dalekohledem Jamese Webba, který by měl být vypuštěn v roce 2020 do libračního centra L2 a který by měl pozorovat v infračerveném spektru.